# Ultra Jump
Ultra Jump (ウルトラ ジャンプ Urutora Janpu?) es una revista mensual de manga de la línea Jump publicada por Shueisha, siendo publicada por primera vez en 1999. Su público objetivo son los mangas para adultos y jóvenes mayores (seinen manga).

## Mangas en Publicación
| Título                                                                                      | Autor/es                              | Fecha de primera publicación |
| ------------------------------------------------------------------------------------------- | ------------------------------------- | ---------------------------- |
| Alice-san Chi no Iroribata (アリスさんちの囲炉裏端)                                         | Bunta Kinami                          | Octubre de 2020              |
| Assassin's Pride (アサシンズプライド?)                                                      | Kei Amagi, Yoshie Katō, Nino Ninomoto | Mayo de 2017                 |
| Bastard‼ Ankoku no Hakaishin (BASTARD!! -暗黒の破壊神-?)                                    | Kazushi Hagiwara                      | Diciembre de 2000            |
| Black Night Parade (ブラックナイトパレード?)                                                | Hikaru Nakamura                       | Agosto de 2019               |
| Bokura wa Mahō Shōnen (ボクらは魔法少年?)                                                   | Teppei Fukushima                      | Septiembre de 2019           |
| Dasei 67 Percent (惰性67パーセント?)                                                        | Shimimaru                             | Julio de 2014                |
| Dogs: Bullets & Carnage (ドッグス / バレッツ・アンド・カーネイジ?)                          | Shirow Miwa                           | Julio de 2005                |
| Ginga Eiyū Densetsu (銀河英雄伝説?)                                                         | Yoshiki Tanaka, Ryū Fujisaki          | Febrero de 2020              |
| Gingitsune (ぎんぎつね?)                                                                    | Sayori Ochiai                         | Junio de 2009                |
| Iwamoto-senpai no Suisen (岩元先輩ノ推薦)                                                   | Hiroshi Shiibashi                     | Enero de 2021                |
| Jumbor (ユンボル -JUMBOR-?)                                                                 | Hiroyuki Takei, Hiromasa Mikami       | Agosto de 2010               |
| Kagami no Kojou (かがみの孤城?)                                                             | Mizuki Tsujimura, Tomo Taketomi       | Junio de 2019                |
| Katabami to Ougon (片喰と黄金?)                                                             | Eiichi Kitano                         | Marzo de 2019                |
| Mabataki yori Hayaku!! (瞬きより迅く！！?)                                                  | Kazuki Funatsu                        | Marzo de 2020                |
| Moira (ミラ?)                                                                               | Sound Horizon, Yukimaru Katsura       | Diciembre de 2015            |
| Mononogatari (もののがたり?)                                                                | Onigunsō                              | Enero de 2016                |
| Ōkami Rise (オオカミライズ?)                                                                | Yu Itō                                | Septiembre de 2018           |
| Ōkoku Monogatari (王国物語?)                                                                | Asumiko Nakamura                      | Abril de 2017                |
| Suicide Girl (スーサイドガール?)                                                            | Atsushi Nakayama                      | Abril de 2020                |
| Shūmatsu no Harem: Fantasia (終末のハーレム ファンタジア?)                                  | LINK, Savan                           | Abril de 2018                |
| Yoarashi Ni Warau (夜嵐にわらう?)                                                           | Itsuki Tsutsui                        | Agosto de 2021               |
| Zombie Land Saga Gaiden: The First Zombie (ゾンビランドサガ外伝 ザ・ファースト・ゾンビィ ?) | Kasumi Fukagawa                       | Mayo de 2021                 |
| JoJo's Bizarre Adventure: The JOJOLands (ザ•ジョジョランズ)                                 | Hirohiko Araki                        | Febrero de 2023              |

## Mangas destacados
La siguiente lista de mangas destacados han sido publicados en Ultra Jump.
- Bastard!!
- Biomega
- Biorg Trinity
- Battle Angel Alita
- Hayate X Blade
- Read or Die
- Steam Detectives
- JoJo's Bizarre Adventure (A partir de la Parte 7, a inicios del 2005)
- Tenjho Tenge
- Needless
- Dogs
- Outlaw Star
- No Guns Life